# Divisione di Ferozepur
La divisione di Ferozepur (o di Firozpur) è una divisione dello stato federato indiano del Punjab, di 3.407.768 abitanti. Il suo capoluogo è Ferozepur.
La divisione di Ferozepur comprende i distretti di Ferozepur, Moga e Muktsar.